# 4,4'-Diapofitoen sintaza
4,4'-Diapofitoen sintaza (EC 2.5.1.96, dehidroskvalenska sintaza, DAP sintaza, C30 karotenska sintaza, CrtM) je enzim sa sistematskim imenom farnezil-difosfat:farnezil-difosfat farneziltransferaza (formira 4,4'-diapofitoen). Ovaj enzim katalizuje sledeću hemijsku reakciju
2 (2E,6E)-farnezil difosfat {\displaystyle \rightleftharpoons } 4,4'-diapofitoen + 2 difosfat (sveukupna reakcija)
(1a) 2 (2E,6E)-farnezil difosfat {\displaystyle \rightleftharpoons } difosfat + preskvalen difosfat
(1b) preskvalen difosfat {\displaystyle \rightleftharpoons } 4,4'-diapofitoen + difosfat
Za dejstvo ovog enzima je neophodan jon Mn2+. On se tipično javlja kod Staphylococcus aureus i nekih drugih bakterija, npr. Heliobacillus sp.

## Literatura
- Nicholas C. Price; Lewis Stevens (1999). Fundamentals of Enzymology: The Cell and Molecular Biology of Catalytic Proteins (Third изд.). USA: Oxford University Press. ISBN 019850229X.
- Eric J. Toone (2006). Advances in Enzymology and Related Areas of Molecular Biology, Protein Evolution (Volume 75 изд.). Wiley-Interscience. ISBN 0471205036.
- Branden C; Tooze J. Introduction to Protein Structure. New York, NY: Garland Publishing. ISBN 0-8153-2305-0.
- Irwin H. Segel. Enzyme Kinetics: Behavior and Analysis of Rapid Equilibrium and Steady-State Enzyme Systems (Book 44 изд.). Wiley Classics Library. ISBN 0471303097.
- William P. Jencks (1987). Catalysis in Chemistry and Enzymology. Dover Publications. ISBN 0486654605.

## Spoljašnje veze
- 4,4'-diapophytoene+synthase на 